# دومي ميرفي
دومي ميرفي (بالإنجليزية: Dummy Murphy)‏ هو لاعب كرة قاعدة أمريكي، ولد في 18 ديسمبر 1886 في أولني في الولايات المتحدة، وتوفي في 10 أغسطس 1962 في تالاهاسي في الولايات المتحدة.

## وصلات خارجية
- دومي ميرفي على موقع دوري كرة القاعدة الرئيسي (الإنجليزية)
- دومي ميرفي على موقعبيزبول رفرنس.كوم (الدوري الرئيسي) (الإنجليزية)
- دومي ميرفي على موقعبيزبول رفرنس.كوم (الدوري الثانوي) (الإنجليزية)